# Gmina Vuzenica
Vuzenica – gmina w północnej Słowenii. W 2010 roku liczyła 2800 mieszkańców.

## Miejscowości
Miejscowości wchodzące w skład gminy Vuzenica:
- Dravče
- Sveti Primož na Pohorju
- Sveti Vid
- Šentjanž nad Dravčami
- Vuzenica – siedziba gminy